# Нысамбек
Нысамбек (каз. Нысамбек) — село в Толебийском районе Туркестанской области Казахстана. Входит в состав Алатауского сельского округа. Находится примерно в 16 км к востоку от центра города Ленгер. Код КАТО — 515837600.

## Население
В 1999 году население села составляло 587 человек (301 мужчина и 286 женщин). По данным переписи 2009 года в селе проживало 588 человек (307 мужчин и 281 женщина).